# David Biesinger
David Biesinger (* 1974 in Freiburg im Breisgau) ist ein deutscher Journalist. Er war von 2021 bis 2025 Chefredakteur des Rundfunks Berlin-Brandenburg (RBB) und trat nach der Falschberichterstattung über Stefan Gelbhaar von diesem Amt zurück. Seit März 2025 leitet er die Hauptabteilung Programmressourcen des RBB.

## Leben
David Biesinger wuchs in Österreich auf. Er studierte katholische Theologie, Politik, Philosophie und Soziologie in Salzburg und Tübingen. Er wurde 2003 an der Universität Fribourg zum Dr. theol. promoviert. Er volontierte beim Südwestrundfunk (SWR).
Nach seinem Volontariat arbeitete er zunächst als Reporter und Redakteur in unterschiedlichen Fernseh-, Radio- und Onlineredaktionen des SWR. Von 2002 bis 2005 war er der persönliche Referent des Hörfunkdirektors Bernhard Hermann. Im Jahr 2006 übernahm Biesinger innerhalb der Chefredaktion „Hörfunk“ die Leitung der Abteilung „Zentrale Information“ und wurde 2007 stellvertretender Hörfunk-Chefredakteur.
Biesinger wechselte im März 2013 als Programmchef des Inforadios und Leiter des Bereichs „Multimediale Information“ zum Rundfunk Berlin-Brandenburg (RBB). In dieser Position war er neben dem Inforadio für die „digitale Informationsmarke RBB 24“, die „crossmediale Investigativredaktion RBB24 Recherche“ sowie den „crossmedialen Themendesk“ verantwortlich.
Am 1. April 2021 trat Biesinger als Chefredakteur des Rundfunks Berlin-Brandenburg (RBB) die Nachfolge des in den Ruhestand verabschiedeten Christoph Singelnstein an. Damit trug er im RBB die Gesamtverantwortung für alle aktuellen Fernseh-, Radio- und Onlineangebote des Senders. Dazu zählten unter anderem die ARD-Sendung Kontraste, das ARD-Mittagsmagazin, die Abendschau aus Berlin und Brandenburg Aktuell aus Potsdam, die digitalen Angebote von rbb24, das Inforadio sowie die Regionalstudios in Frankfurt (Oder) und Cottbus.
Der RBB musste im Wahlkampf zur Bundestagswahl 2025 mehrere Berichte über Belästigungsvorwürfe gegen den grünen Bundestagsabgeordneten Stefan Gelbhaar zurückziehen, die sich als falsch erwiesen, aber Gelbhaars politische Karriere beendeten. Biesinger traf sich persönlich mit Gelbhaar und bat ihn um Entschuldigung, die dieser nicht annahm. Am 14. März 2025 gab der RBB den Rücktritt Biesingers und der Programmdirektorin Katrin Günther wegen der fehlerhaften Berichterstattung bekannt. Nach seinem Rücktritt wechselte Biesinger innerhalb des RBB auf die Position des Hauptabteilungsleiters der Hauptabteilung Programmressourcen. Zu seiner Hauptabteilung gehören die Abteilung Herstellungs- und Etatmanagement, die Abteilung Information/Dokumentation/Archive, das Team für Personalressourcen und das Team für Zukunftsprojekte. Biesinger soll diese Stelle zunächst kommissarisch innehaben, „bis die Stelle im Rahmen des Zielbildprozesses … neu ausgeschrieben wird“. Der im April 2025 veröffentlichte Bericht von Deloitte warf Biesinger schweres journalistisches Versagen vor, da er sich mit der Recherche nicht inhaltlich beschäftigt hatte.

## Veröffentlichungen
- Muss Kinderfernsehen gottlos sein? Bedeutung, Chancen und Grenzen des Kinderfernsehens in Deutschland für die religiöse Sozialisation. Dissertation. Fribourg 2003, ISBN 978-3-8258-7156-7.
- mit Herbert Bendel, Albert Biesinger und Barbara Berger: Gott mit neuen Augen sehen: Wege zur Erstkommunion. München 2004.